# Romà Castelltort i Vila
Romà Castelltort i Vila (Valls, 28 de juliol de 1906- Mèxic, 19 de desembre de 1980) fou un atleta català especialitzat en marxa atlètica.
Fill de Romà Castelltort i Farrés natural de Valls i Mercè Vila i Domus natural de Baarcelona. Era cosí de les també atletes Rosa Castelltort i Vila i Dolors Castelltort i Vila, i germà de Maria Mercè Castelltort i Vila.
Formà part del FC Barcelona. Fou campió de Catalunya dels 30 km (1935) i quatre cops campió d'Espanya de 50 km marxa (1931, 1933, 1934, 1936). Superà el rècord català de les dues hores amb un total de 20.687 metres recorreguts, el 1931. També competí internacionalment amb la selecció espanyola.

## Palmarès
Campió de Catalunya
- 30 km marxa: 1935

Campió d'Espanya
- 50 km marxa: 1931, 1933, 1934, 1936